# فرانكا تمنتيني
فرانكا تمنتيني (بالإيطالية: Franca Tamantini)‏ هي ممثلة إيطالية، ولدت في 24 أغسطس 1931 بروما في إيطاليا، وتوفيت بنفس المكان في 11 أغسطس 2014.

## وصلات خارجية
- فرانكا تمنتيني على موقع IMDb (الإنجليزية)
- فرانكا تمنتيني على موقع ألو سيني (الفرنسية)
- فرانكا تمنتيني على موقع أول موفي (الإنجليزية)
- فرانكا تمنتيني على موقع قاعدة بيانات الأفلام السويدية (السويدية)
- فرانكا تمنتيني على موقع قاعدة بيانات الفيلم (الإنجليزية)
- فرانكا تمنتيني على موقع كينوبويسك (الروسية)